# Concéntrese (concurso)
Concéntrese fue un programa de concurso de la Televisión Colombiana presentado por Julio Sánchez Vanegas y emitido por Producciones JES entre 1967 y 1979, 1984 y 1986, siendo revivido entre 1996 y 2000.
Era la versión colombiana del programa Concentration, el lema de este programa era CONCÉNTRESE PARA QUE NO SE LE OLVIDE. Se trataba de un esquema en el que los participantes debían recordar las parejas de elementos que aparecían en un tablero de 30 números. El tablero también incluía una terna y un comodín. Al final del programa, la pareja ganadora debía resolver un jeroglífico, que en esas épocas era enviado por correo por los televidentes, con el fin de ganar un dinero acumulado.
Tuvo una segunda versión que se emitió entre 1996 y 2000, con un estilo más moderno. En la primera parte, tres participantes escribirían en 30 segundos varias palabras con buena ortografía. Los que superen esta etapa pasaban a jugar al tablero de las parejas. Al final se resolvería el Jeroglífico.

## Premios
Ganó dos Premios India Catalina en 1984 como mejor programa de concurso y un año más tarde como mejor banda sonora que en esa época fue compuesta por el cantante Harold Orozco.